# Zakleti modras
Zakleti modras je književni lik istoimenske slovenske ljudske pravljice , ki jo je zapisal Tine Logar. Delo je priredila Kristina Brenkova.

## Povzetek vsebine
Nekoč je živelo dekle Štefletova. Izpod Studora je nesla južino v Zagrac. V Vaboru ji je nasproti prilezel velik modras in jo poprosil, naj ga reši. Dejal ji je, da naj pride nazaj in s seboj prinese tri leskove šibice, ki naj bodo eno leto stare. Z vsako šibo naj bi ga trikrat udarila. Modras pa se ji bo vsakokrat približal, a naj se ga ne ustraši, če ga hoče res rešiti.
Ko se je deklica vračala domov, je res nabrala tri leskove šibe, ki so bile eno leto stare. V Vaboru jo je čakal modras. Res ga je začela Štefletova udarjati - prvič, drugič in tretjič. Med udarci se je modras zmeraj bolj približeval deklici in kar naenkrat se je začel vzpenjati po njej. Deklica se je ustrašila njegovega vzpenjanja in zbežala. Modras je bil razočaran, saj je res upal, da ga bo dekle rešilo. Splazil se je v grmovje in ves obupan govoril, kako bi ga lahko deklica rešila, če ne bi bila tako cagava. Dejal je, da ni še tista jelka zrastla, da bi se iz nje zibelka ravnala ter tudi otrok se še ni rodil, ki bi ga lahko rešil zakletve.

## Glavni književni lik
Zakleti modras je glavni književni lik, ki si želi osvoboditve. Nekoč je bil nesrečno začaran in vsa ta leta je upal, da bo srečal nekoga, ki ga bo rešil. Ponižno se je priplazil do dekleta Štefletove in jo poprosil naj ga reši. Modras ostane zaklet in obupan, saj ni razumel, zakaj se je dekle ustrašilo. Obljubil ji je, da je ne bo ranil.
"Modras se je splazil v grmovje in je ves obupan govoril: "Lahko bi me rešila, če bi tako cagava ne bila. Zdaj pa še ni tista jelka pognala, da bi se iz nje zibelka ravnala, pa tisti otrok se še ni rodil, ki bo mene zakletve rešil."

## Analiza pravljice
- Književni čas: 
  - neznan.

- Književni prostor: 
  - Zagrac,
  - Vabor,
  - (grmovje).

- Pripovedovalec: 
  - tretjeosebni (vsevedni) pripovedovalec.

- Glavni lik: 
  - zakleti modras.
- Stranski liki: 
  - dekle Štefletovo.

- Slog:
  - Pravljična števila: 
    - tri (leskove šibe),
    - trije (udarci).

  - Okrasni pridevki: 
    - leskove šibice.

  - Pomanjševalnice: 
    - šibice.

  - Konec: 
    - nesrečen; (dekle ne osvobodi modrasa).

## Motivno-tematske povezave
- motiv kače: 
  - Sedem let pri beli kači,
  - Bela kača s kronico,
  - Sirotici,
  - S kačo se je oženil,
  - Začarana kača,
  - Ribičev sin.